# Pär Hansson
Pär Hansson (nacido el 22 de junio de 1986 en Vejbystrand, Suecia) es un exfutbolista sueco que jugaba en la posición de arquero. Fue profesional entre 2005 y 2019, obligándose a retirar debido a una lesión en el cuello.

## Clubes
| Club                   | País         | Año       |
| ---------------------- | ------------ | --------- |
| Helsingborgs IF        | Suecia       | 2005-2016 |
| Ängelholms FF (cedido) | Suecia       | 2006-2008 |
| Feyenoord              | Países Bajos | 2016-2017 |
| Helsingborgs IF        | Suecia       | 2017-2019 |